# 特羅斯佳內茨河 (科里特納河支流)
特羅斯佳內茨河（烏克蘭語：Тростянець），是烏克蘭的河流，位於該國西南部文尼察州，屬於科里特納河的右支流，發源自皮利皮-博里夫西基附近，河道全長28公里，流域面積144平方公里。